# 슛세이촌
슛세이촌(出精村)은 아오모리현 니시쓰가루군에 설치되었던 촌이다. 현재의 쓰가루시에 해당한다.

## 역사
- 1889년 4월 1일 - 정촌제 시행과 함께 니시쓰가루군 하야시촌, 가네다테촌, 데노사토촌, 젠즈미촌, 오하타촌, 도타키촌, 나가타촌과 합병해 슈세이촌이 성립하였다.
- 1955년 3월 30일 - 니시쓰가루군 기즈쿠리정, 고시미즈촌, 시바타촌, 가와즈케촌, 타테오카촌, 나루사와촌의 일부(다이지데키시마)와 합병해, 기즈쿠리정을 신설해 소멸하였다.